# Municipio de Spring Grove (Dakota del Norte)
El municipio de Spring Grove (en inglés, Spring Grove Township) es un municipio del condado de McHenry, Dakota del Norte, Estados Unidos. Tiene una población estimada, a mediados de 2021, de 38 habitantes.
Abarca una zona exclusivamente rural.

## Geografía
Está ubicado en las coordenadas 47°53′34″N 100°23′27″O / 47.89278, -100.39083. Según la Oficina del Censo de los Estados Unidos, tiene una superficie total de 87.98 km², de la cual 83.22 km² corresponden a tierra firme y 4.76 km² son agua.

## Demografía
Según el censo de 2020, en ese momento había 39 personas residiendo en la zona. La densidad de población era de 0.47 hab./km². El 97.44 % de los habitantes eran blancos y el 2.56 % era de una mezcla de razas. No había hispanos o latinos viviendo en el área.